# Popl(…)
Popl(…) (altgriechisch Πορλ[…]) war ein griechischer Koroplast, der am Anfang des ersten Jahrhunderts in Myrina in Kleinasien tätig war.
Er ist nur von unvollständigen Signaturen auf zwei Tonstatuetten von drapierten Frauen aus Myrina bekannt. Dominique Kassab ergänzte die Signaturen zu Ποπλίτου (Poplitou). Die Statuetten befinden sich heute im Louvre in Paris.